# Amalia Macías
Amalia Macías (Irapuato, 1934 - León, Guanajuato, 24 de julio de 2025) fue una cantante y actriz mexicana que trabajó en teatro, radio, cine y televisión, y que llevó la música mexicana a Europa en las décadas de los setenta y los ochenta.

## Biografía
Nació en la localidad guanajuatense de Irapuato. Inició su carrera artística a los trece años al ganar un concurso de aficionados en el Cine Rialto de Irapuato con su interpretación del tema «Dos arbolitos». Su premio consistió en una caja de refrescos Lerma y un pase para ir al cine gratis todo el año.
En una caravana artística que pasó por Irapuato conoció al cantante Luis Pérez Meza, quien le aconsejó que se trasladara a Ciudad de México para debutar profesionalmente como intérprete de la canción ranchera. Tuvo que convencer a su madre para que la dejara ir a la capital.
En Ciudad de México sus padrinos artísticos, Los Tecolines, la recomendaron en la compañía de discos Peerless, donde grabó su primer sencillo, «Si volviera a nacer», que resultó ser todo un éxito y le permitió cantar en programas de radio y hacer giras. En la televisión debutó en el programa Música, risa y estrellas al lado de otros nuevos cantantes como Irma Serrano, Lucha Moreno, José Juan y Juan Gallardo.
Hizo su debut en el cine mexicano con un papel estelar en El tigre de Santa Julia (1974), donde también cantó varias canciones.
En 1982, decidió financiar una gira por España para «demostrar lo que es México», y con un dinero que ganó cantando en California contrató al Mariachi México 70 de Pepe López para que la acompañara. Antes de partir a España, el periodista Jacobo Zabludovsky le brindó su apoyo y la entrevistó y le dio programas para promocionar su gira. Se presentó en las ciudades españolas de Bilbao, Zaragoza, Torremolinos, Marbella, Madrid y Barcelona.

## Discografía
- Para puras vergüenzas contigo
- Ay! mi gordo
- Amalia Macías
- Amalia Macías